# كرواني مفلطح

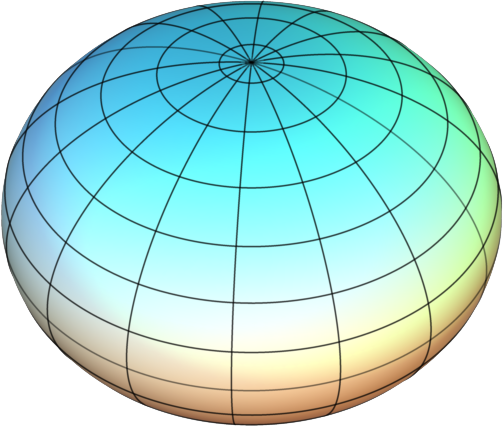

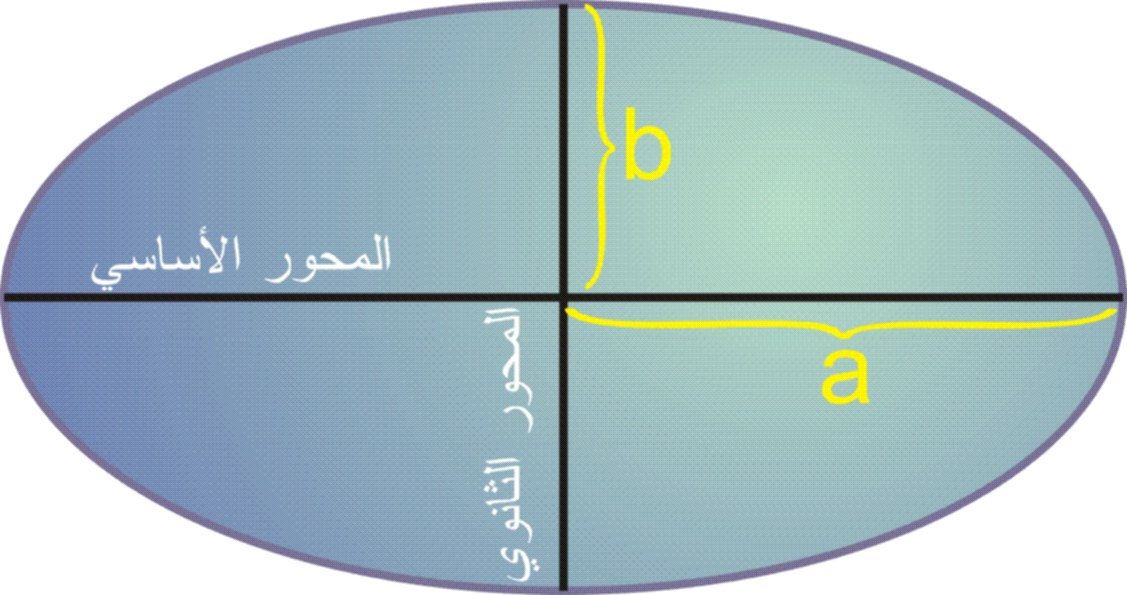
محاور كرواني مفلطح

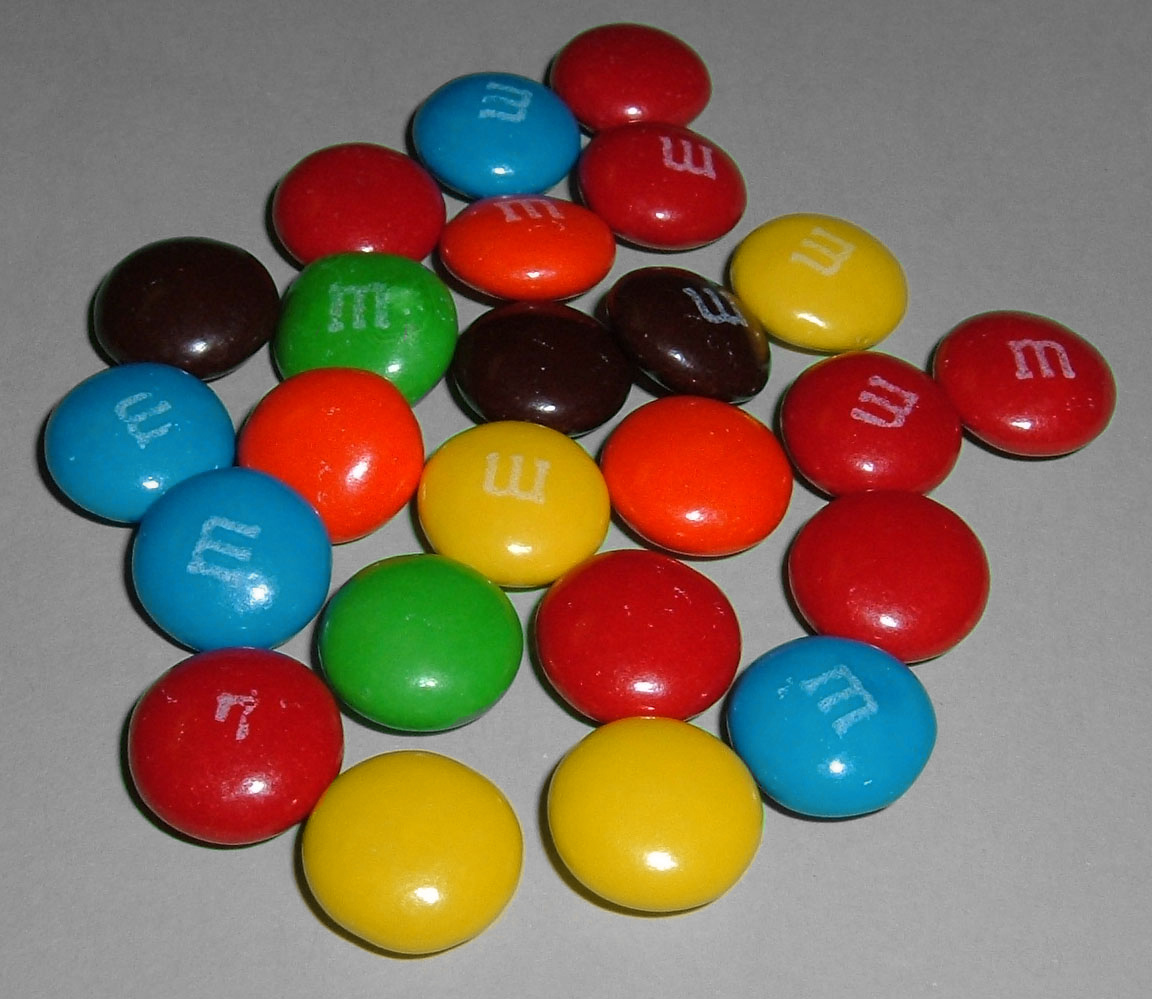
أشكال حبوب الحلوى M&M تمثل كريات مفلطحة

الكرواني المفلطح (بالإنجليزية: oblate spheroid)‏ هي عملية دوران متجانسة لسطح ناقصي بحيث طول محوره القطبي (ويسمى المحور الثانوي) أقل من طول قطر دائرته الاستوائية والتي تقطعه في منتصفه (ويسمى المحور الأساسي). حلوى «أم أند أمز» (بالإنجليزية: M&M's)‏ هي من الأمثلة الحية لشكل كرة مفلطحة.
يمكن تشكيل كرة مفلطحة عن طريق دوران اهليلج حول محوره الثانوي ليشكل مدارا استوائيا مع أطراف المحور الأساسي. ومثل كل الأسطح الناقصة، يمكن تحديده بحسب طول محاوره الأساسية الثلاث المتعامدة مع بعض: خطين متعامدين استوائيين والخط القطبي المتعامد معهما.
«النسبة الباعية» {\displaystyle a:b=r} و(بالإنجليزية: aspect ratio)‏ هي نسبة طول المحور الأساسي {\displaystyle a} إلى طول المحور الثانوي {\displaystyle b}. أما «التبطيح» {\displaystyle f}، فهو نسبة فرق طولي المحور الأساسي من المحور الثانوي على المحور الأساسي بحسب الصيغة التالية:
{\displaystyle f={\frac {a-b}{a}}=1-{\frac {1}{(\mathrm {r} )}}.\,\!}
وهناك عدة طرق أخرى لتعريف الكرواني المفلطح.

## تطبيقات
- دراسة الأشكال الكروانية المفلطحة مفيدة في العديد من مجالات العلم وخاصة في علم الفضاء على أساس أن العديد من الأجرام السماوية لها هذا الشكل المفلطح مثل الكرة الأرضية وكوكب زحل ونجم النسر الطائر.
- بالنسبة للكرة الأرضية، فإن محورها الأساسي يساوي {\displaystyle a=6378.137} كلم ومحورها الثانوي يساوي {\displaystyle b=6357.752} فعليه النسبة الباعية للكرة الأرضية هي {\displaystyle r=0.99664717} ونسبة تبطيحها هي {\displaystyle f=298.2572} وهما قيمتين تستعملان في رسم الخرائط وعلوم الجيوديسيا.

## وصلات خارجية
- محيط الأهليلج على موقع Final Answers